# Pixie Lott
Victoria Louise Lott (Londres, Inglaterra, 12 de enero de 1991) es una cantante, compositora, bailarina y actriz británica. Eligió su nombre artístico, Pixie Lott, porque de pequeña solían decirle "pixie" (hada) cariñosamente debido a sus "dulces rasgos".
Su álbum debut, Turn It Up, fue lanzado en septiembre de 2009 y alcanzó el número seis en el UK Albums Chart y ha sido certificado doble platino después de pasar un tiempo en los charts. De este se desprenden sus cinco sencillos consecutivos en el Top 20, entre ellos "Mama Do (Uh Oh, Uh Oh)" y "Boys and Girls", los que encabezaron las listas por varios meses.
En octubre de 2010 lanzó una reedición llamada Turn It Up Louder,
la cual contiene 10 canciones más, entre ellas los sencillos "Broken Arrow" y "Can't Make This Over".
Fue la artista de apertura en los conciertos del grupo The Saturdays y de Rihanna y se embarcó en su primera gira "The Crazy Cats Tour" en Europa.
Ha aparecido como juez invitada en el reality The X Factor y en la película de televisión Fred: The Movie. En enero de 2010, Pixie fue nombrada en la lista de "Faces to Watch" por la revista US Magazine.
Pixie Lott es a menudo acreditada por sus actuaciones en vivo y por su estilo.

## Biografía

### 1991-2008: primeros años e inicios de su carrera
Lott nació en Bromley al sureste de Londres, Inglaterra. Su madre le dio el sobrenombre de Pixie porque era una "pequeña nena linda", que parecía un hada. Su padre es un agente de bolsa, y su madre, ama de casa. Tiene un hermano mayor y una hermana. Actualmente vive en Essex al este de Londres.
Después de empezar a cantar en la escuela de su iglesia, Lott asistió desde los cinco años a la escuela Italia Conti Associates Saturday en Chislehurst. Luego su familia se trasladó a Essex y fue a la escuela principal Italia Conti Academy of Theatre Arts, que le concedió una beca. Durante sus años de estudiante apareció en la producción del West End de Chitty Chitty Bang Bang en el London Palladium, y en la BBC One participó en el The Sound of Music como Louisa von Trapp. A la edad de catorce años formó parte de los coros en la grabación de la ópera de Roger Waters Ça Ira. A pesar de perderse tiempo en la escuela porque ella estaba grabando su álbum, Lott ganó notas "A" en su certificado.
A sus quince años en 2006, LA Reid escuchó varios de sus demos, y la fichó para Island Def Jam Music Group. Sin embargo, tras un cambio de los administradores, se produjo una guerra de ofertas, que la llevó a firmar con Mercury Records en el Reino Unido y con Interscope Records en los EE. UU.
Ella formó un contrato de edición, como compositor, con Sony/ATV Music Publishing en diciembre de 2007, en medio de la escritura y grabación de las pistas de Turn It Up continuó a lo largo de 2008.
Para inicios de 2009 Lott tuvo sus primeros conciertos, en un festival en la Gran Carpa del Isle of Wight Festival 2009, durante su primera gira británica completa, en la que fue telonera de The Saturdays en The Work Tour en gran parte de Europa.

### 2009-2010:Turn It UpyTurn It Up Louder

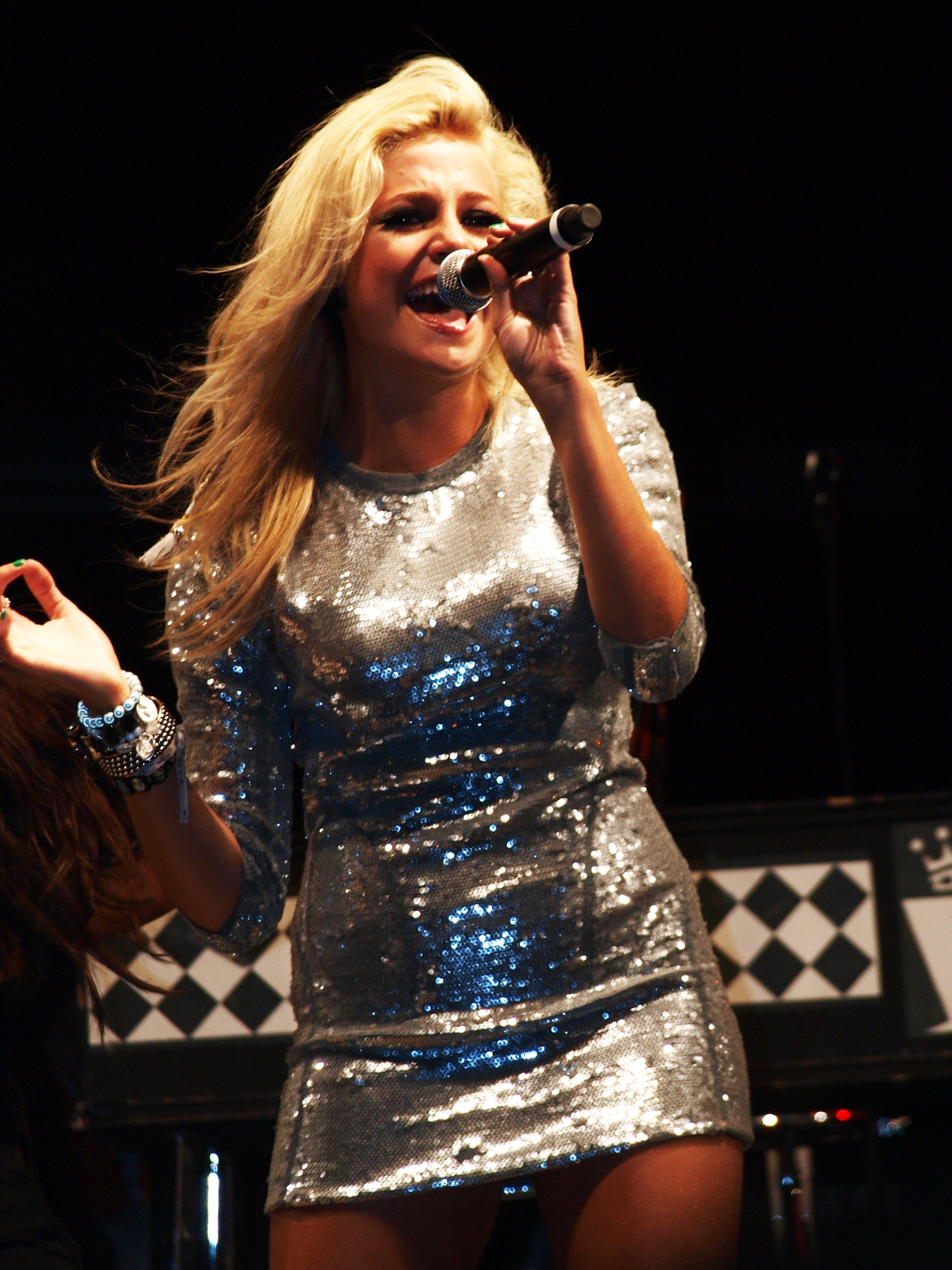
Pixie en el lanzamiento de Blackpool Illuminations en Blackpool, Lancashire, el 4 de septiembre de 2009

Lanzó su primer sencillo, "Mama Do (Uh Oh, Uh Oh)", el 8 de junio de 2009, que entró como número uno tanto en las listas de iTunes como del UK Singles Chart, después de más de 50.000 ventas. Lott declaró que le sorprendió el éxito del sencillo. La canción fue grabada también para Simlish de los Electronic Arts de Sims 3. Pasó una semana en el número uno, once semanas en el top cuarenta y dieciocho semanas en el top setenta y cinco. El sencillo también tuvo un éxito considerable fuera del Reino Unido, alcanzando el top cuarenta en más de once países, incluyendo  la número ocho en Dinamarca y el número diez en Francia. El sencillo fue certificado de plata por la British Phonographic Industry el 28 de agosto de 2009, tras vender más de 200.000 copias solo en el Reino Unido.
El 15 de agosto, Pixie Lott fue presentada junto a Hoobastank, The All-American Rejects, Kasabian, Boys Like Girls, Estranged y Raygun en una de las actuaciones en directo en el primer concierto MTV World Stage Live in Malaysia que se celebró en Malasia.
Ha sido reconocida por haber escrito la canción "You Broke My Heart", para Alexandra Burke ganadora en 2008 del reality The X Factor en el Reino Unido y ha sido aprobado por Simon Cowell.
, también colaboró para la canción de Girls Can't Catch titulado "Happy Alone", que fue presentado como una descarga gratuita de regalo de Navidad en su página web. También ha escrito dos temas de Lisa Lois - álbum de los holandeses ganadores de The X Factor, que se titulan "No Good For Me" (primer sencillo del álbum) y "Promises, Promises" (segundo sencillo del álbum). A mediados de octubre de ese año, colaboró con David Bisbal en la canción Sufrirás, del disco Sin Mirar Atrás de este artista.
Su segundo sencillo, Boys and Girls, fue lanzado el 7 de septiembre de 2009 y fue número 1 en el su país natal por varias semanas en el UK Singles Chart vendiendo 50.000 copias, pasó diecinueve semanas consecutivas en la parte superior setenta y cinco, ocho de ellos dentro de las cuarenta principales, el video musical y fue dirigido por Diane Martel. También fue lanzado en los EE. UU. como su primer sencillo en ese país el 24 de agosto de 2010.
El 14 de septiembre de 2009, su álbum debut, Turn It Up fue lanzado. Esto siguió una intensa gira promocional donde Lott visitó la región de Asia y el Pacífico para promover el álbum y sus sencillos. El álbum debutó en el número seis en la UK Albums Chart del Reino Unido. El álbum ha vendido más de 600.000 copias solo en Reino Unido y fue certificado doble platino por la British Phonographic Industry en agosto de 2010.
Lott había confirmado el tercer sencillo del álbum "Cry Me Out" en el lanzamiento del sencillo anterior y solo fue confirmada más tarde para el lanzamiento físico el 23 de noviembre de 2009. El video musical fue dirigido por Jake Nava (director de los últimos videos de Beyoncé, Leona Lewis y Shakira) y fue filmado en Cuba. El cuarto sencillo, "Gravity", fue lanzado en el Reino Unido el 8 de marzo de 2010, tras el estreno de su video en el canal 4, el 6 de febrero de 2010. Lott ganó dos MTV Europe Music Awards 2009 por Mejor Artista del Reino Unido e Irlanda y Mejor Artista de MTV Push (mejor artista nuevo). Lott ganó un Cosmopolitan 2009 Ultimate Women Award For Ultimate Newcomer. Ella ha ganado The Caron Keating a mejor talento revelación en los premios Variety Club.
Lott fue nominada para Mejor Actuación, artista femenina británica y sencillo británico en los 2010 Brit Awards. Lott también sirvió como el acto de apertura de la gira The Last Girl On Earth Tour de Rihanna en las fechas dentro de Reino Unido del 7 al 26 de mayo de 2010. Lott también se realiza en el escenario principal en el V Festival en agosto de 2010.
El quinto sencillo de su álbum debut titulado, "Turn It Up", fue lanzado el 7 de junio de 2010. Lott grabó una canción para la película Street Dance 3D, titulado "Live For The Moment", que también aparece en la banda sonora. El 23 de mayo, se presentó en the Radio 1 Big Weekend in Bangor, North Wales, y el 4 de julio de 2010 en T4 On The Beach en Weston-super-Mare.
Turn It Up está previsto lanzarse a finales de año en los EE. UU. con una lista de canciones significativamente actualizadas. Para las nuevas "empaquetadas" versiones, Lott ha grabado duetos con Jason Derulo y Joe Jonas,
además el cantautor Chris Braide confirmó en una entrevista con HitQuarters que ha escrito tres nuevas canciones para la reedición del álbum, junto con Cathy Dennis Estas versiones se convirtieron en un relanzamiento de su anterior álbum titulado, Turn It Up Louder, el cual contiene 10 canciones nuevas entre ellas los sencillos, "Broken Arrow" y "Can't Make This Over" los cuales empiezan a predominar en los primeros lugares de los charts europeos.

### 2011-2012:Young Foolish Happy
En abril de 2011, Lott reveló a Digital Spy que "he realizado un par de colaboraciones muy buenas en el álbum y ya he trabajado con gente grande", al describir el sonido como material pop todavía, pero quizás un poco más de soul, ese es el tipo de cosa que estoy en esa influencia es más fuerte en este álbum".
También colaboró con Selena Gomez & the Scene para el álbum When the Sun Goes Down.
El álbum titulado Young Foolish Happy fue lanzado el 7 de noviembre de 2011, "All About Tonight", "What Do You Take Me For?" con Pusha T y "Kiss The Stars" han sido lanzados como sencillos entre julio de 2011 y enero de 2012.

## Vida personal
Lott ha estado en una relación con el modelo Oliver Cheshire desde 2010. Se comprometieron en noviembre de 2016. Se casaron en la Catedral de Ely el 6 de junio de 2022, luego de un retraso debido a la COVID-19.

## Discografía
| Álbumes de estudio - 2009: Turn It Up - 2011: Young Foolish Happy - 2014: Pixie Lott - 2014: Platinum Pixie Otros - 2010: Turn It Up Louder Tours - The Work Tour (Acto de Apertura) - The Saturdays - The Last Girl On Earth Tour (Acto de Apertura) - Rihanna - The Crazy Cats Tour | Sencillos - "Mama Do (Uh Oh, Uh Oh)" - "Boys and Girls" - "Cry Me Out" - "Gravity" - "Turn It Up" - "Broken Arrow" - "Can't Make This Over" - "All About Tonight" - "What Do You Take Me For" (con Pusha T) - "Kiss The Stars" - "Heart Cry" - "Nasty" - "Lay Me Down" - "Break Up Song" - "Caravan Of Love" |

## Filmografía
| Año  | Título          | Personaje | Notas        |
| ---- | --------------- | --------- | ------------ |
| 2010 | Fred: The Movie | Judy      | Primer papel |

## Premios y nominaciones
| Año  | Premio                                | Categoría                                      | Resultado |
| ---- | ------------------------------------- | ---------------------------------------------- | --------- |
| 2009 | MTV Europe Music Awards 2009          | Mejor Artista Reino Unido e Irlanda            | Ganador   |
| 2009 | MTV Europe Music Awards 2009          | Mejor Artista Nuevo                            | Nominado  |
| 2009 | MTV Europe Music Awards 2009          | Mejor Artista Push                             | Ganador   |
| 2009 | The Variety Club Awards               | Talento Nuevo                                  |           |
| 2009 | Cosmopolitan Ultimate Women 2009      | Mejor Artista Nuevo                            |           |
| 2009 | Q Awards 2009                         | Mejor Artista Nuevo                            | Nominado  |
| 2009 | MP3 Music Awards 2009                 | Artista Revelación                             | Ganador   |
| 2009 | Virgin Media Music Awards             | Mejor Revelación                               |           |
| 2009 | UK Festival Awards                    | Festival Artista del Año - Femenino            | Nominado  |
| 2010 | Brit Awards                           | Revelación del Año                             |           |
| 2010 | Brit Awards                           | Artista Solista - Femenina                     |           |
| 2010 | Brit Awards                           | Sencillo Británico ("Mama Do (Uh Oh, Uh Oh)")  |           |
| 2010 | Meteor Ireland Music Awards           | Mejor Artista Internacional - Femenino         |           |
| 2010 | BT Digital Music Awards               | Mejor Artista Femenina                         |           |
| 2010 | Glamour Women of the Year Awards 2010 | Mejor Estilo - Artista Nuevo                   |           |
| 2010 | NME Awards 2010                       | Mujer Sexy                                     |           |
| 2011 | Virgin Media Music Awards             | Mujer más sexy                                 | Ganador   |
| 2012 | Brit Awards                           | Sencillo del Reino Unido ("All About Tonight") | Nominado  |